# Konstantin III., bizantski car
Konstantin III. (grč. Κωνσταντῖνος Γ΄) ili Heraklije Konstantin (lat. Heraclius Novus Constantinus Augustus) (6. svibnja 612. - travanj ili svibanj 641.), bizantski car (641.).

## Životopis
Konstantin III. je bio najstariji sin cara Heraklija i njegove prve supruge Fabije Eudokije, a vladao je svega četiri mjeseca tijekom 641. godine. Kršten je i okrunjen 22. siječnja 613. godine, a ubrzo potom, dok je još bio u kolijevci, zaručen je za svoju rođakinju Gregoriju, kći njegova prvog rođaka Nikete. Taj je brak dakle bio incest, no političke prilike i prednosti koje je brak donio su odnijele prevagu. Ubrzo je to postalo nevažno, jer je u prvi plan došao car, koji je drugi brak sklopio sa svojom nećakinjom.
Konstantin i Gregorija su sklopili brak 629. ili početkom 630. godine. Imali su dva sina Konstansa II. i Teodozija.
Prema odredbama careve oporuke, Konstantin III. je nasljedio oca zajedno s mlađim polubratom Heraklonom. Konstanatin je bio teško bolestan, pa se zabrinuo za nasljedstvo. Utrošio je ogroman novčani iznos od oko dva milijuna dukata da osigura vlast svojoj djeci, a taj je iznos podijeljen vojsci. Nakon kratke vladavine umro je od tuberkuloze, pa je Heraklona vladao sam. Kada su se počele širiti glasine da ga je Martina otrovala, Martina i mladi car su svrgnuti, a krunu je nasljedio Konstans II.